# Gastromyzon aeroides
Gastromyzon aeroides är en fiskart som beskrevs av Tan och Sulaiman 2006. Gastromyzon aeroides ingår i släktet Gastromyzon och familjen grönlingsfiskar. Inga underarter finns listade i Catalogue of Life.